# Tom Seidmann-Freud
Tom Seidmann-Freud (n. 17 noiembrie 1892, Viena, Austro-Ungaria – d. 7 februarie 1930, Berlin, Republica de la Weimar) a fost o pictoriță austriacă-evreică, autoare și ilustratoare de cărți pentru copii, nepoata lui Sigmund Freud.

## Biografie
Martha Gertrud Freud (mai târziu cunoscută sub pseudonimul Tom Seidmann-Freud) s-a născut la Viena. Mama ei a fost Marie „Mitzi” Freud, sora psihanalistului Sigmund Freud, iar tatăl a fost vărul și soțul acesteia, Maurice (Moritz) Freud. În 1898, familia s-a mutat la Berlin, unde tatăl ei conducea o afacere de import. Seidmann-Freud a avut o soră mai mare, Lily Freud, mai târziu Lily Marlé. Fratele ei mai mic Theodor s-a înecat în Mäckersee, la nord de Berlin, în 1922. De la vârsta de 15 ani, a început să folosească numele Tom. În 1911, s-a mutat la Londra pentru a urma o școală de artă.

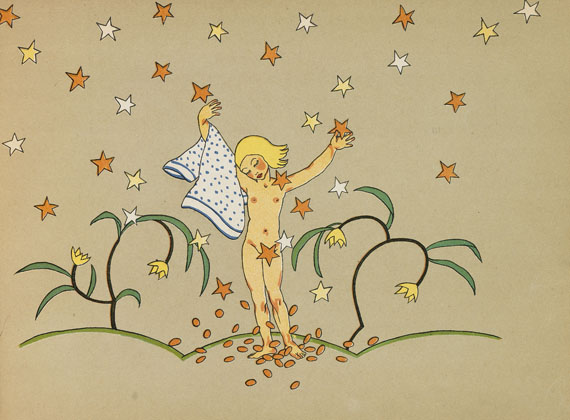
Ilustrație din Kleine Märchen, de Tom Seidmann-Freud

## Cariera artistică
Seidmann-Freud a creat cărți ilustrate în stilul Art Nouveau și primele succese au apărut în 1914. Când s-a întors la Berlin, a studiat la Școala de Arte aplicate, unde a lucrat cu materiale diverse, precum lemn, piatră, cupru și a experimentat design grafic, desen și pictură decorativă. A locuit în Berlin pe tot parcursul Primului Război Mondial.

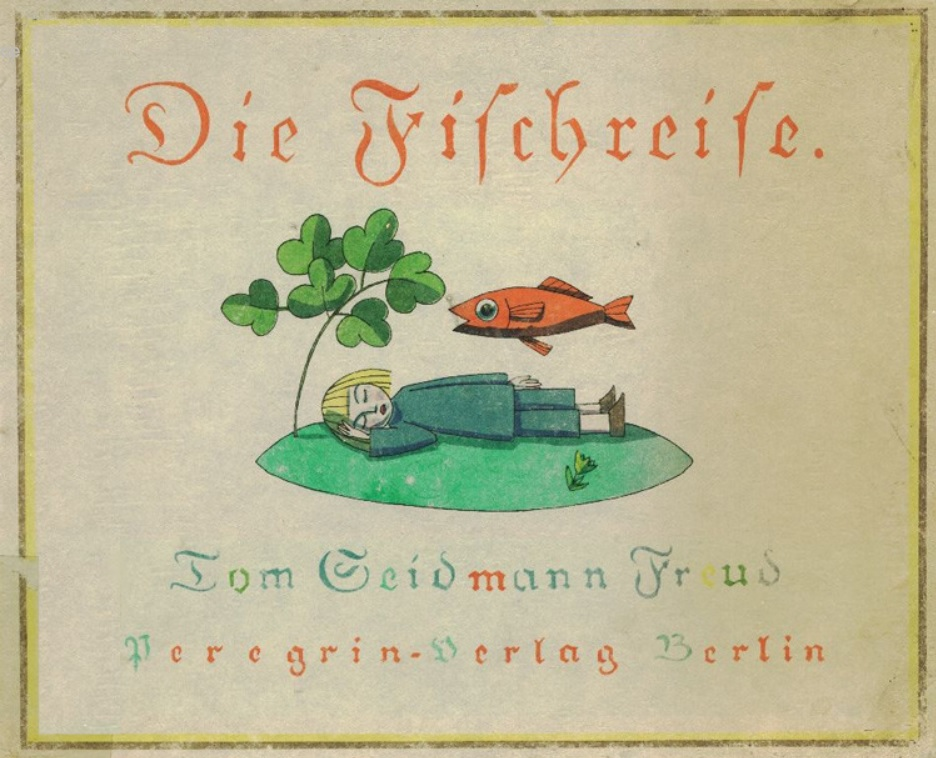
Coperta cărții Die Fischreise, de Tom Seidmann-Freud (Berlin, 1923)

Între 1918 și 1920, Seidmann-Freud a locuit la München, unde l-a cunoscut pe scriitorul Jakob „Yankel” Seidmann. S-au căsătorit și au avut o fiică, pe nume Angela, în 1922. Cei doi soți au cofondat editura Peregrin, care s-a concentrat pe probleme religioase pentru imigranții evrei. Cartea ei ilustrată Die Fischreise a fost publicată la această editură în 1923. Seidmann-Freud a creat și cărți cu jocuri și activități pentru copii, menite să încurajeze copiii să scrie și să citească. Cărțile au fost toate publicate folosind Sütterlin, o formă a scrisului de mână în limba germană, ceea ce începând cu 1949 a îngreunat distribuția cărților și accesul publicului larg.

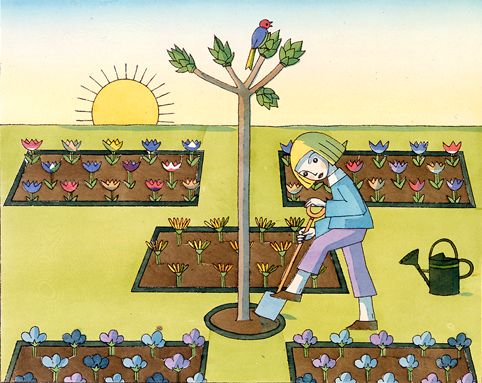
Ilustrație din cartea Fischreise, de Tom Seidmann-Freud

Seidmann-Freud a ilustrat cărți pentru copii pentru poetul evreu Hayim Nahman Bialik. În acest scop, soțul ei a fondat Editura Ophir în iulie 1922, însă editura a dat faliment la scurt timp, după ce Bialik a plecat la Tel Aviv în 1924, iar Germania a fost afectată de Marea criză economică în 1929. Yankel Seidmann s-a sinucis. Profund deprimată, Seidmann-Freud a luat o supradoză de somnifere pe 7 februarie 1930. A fost înmormântată împreună cu soțul ei în cimitirul evreiesc din Berlin-Weissensee.

## Familia
Pe măsură ce Germania se îndrepta spre război și situația devenea tot mai periculoasă pentru evrei, fiica lui Seidmann-Freud, adoptată de Lily și de soțul ei, actorul german Arnold Marlé, a fost trimisă alături de alți copii în Palestina în 1938. Acolo, fata a luat numele ebraic Aviva, a avut copii și a murit în mai 2011. Mitzi Freud a fost transportată la Treblinka în 1942, unde a fost ucisă în Holocaust. Multe dintre cărțile lui Seidmann-Freud au fost arse în acea perioadă.